# GR 52A

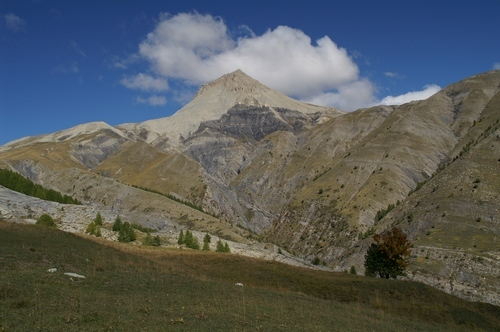
Cime de Pal

Der GR 52A, Le Sentier Panoramique du Mercantour, ist ein französischer Weitwanderweg (GR = Sentier de Grande Randonnée).
Er verläuft um die innere Zone des 1979 geschaffenen Parc National du Mercantour herum und verbindet auf einer Strecke von circa 220 km den Col de Tende im Département Alpes-Maritimes mit Colmars-les-Alpes im Département Alpes-de-Haute-Provence.
Durchtrainierte Bergwanderer absolvieren den Weg, auf dem pro Tag circa 1.000 m Auf- und Abstieg zu bewältigen sind, in 12 Tagen. Da die periphere Zone des Nationalparks besiedelt ist, stehen Etappenunterkünfte zur Verfügung.

## Streckeninformation
- Strecke: ca. 220 km

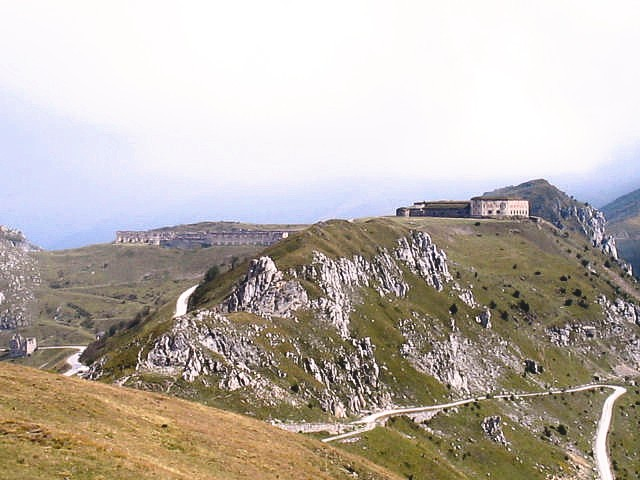
Colle di Tenda

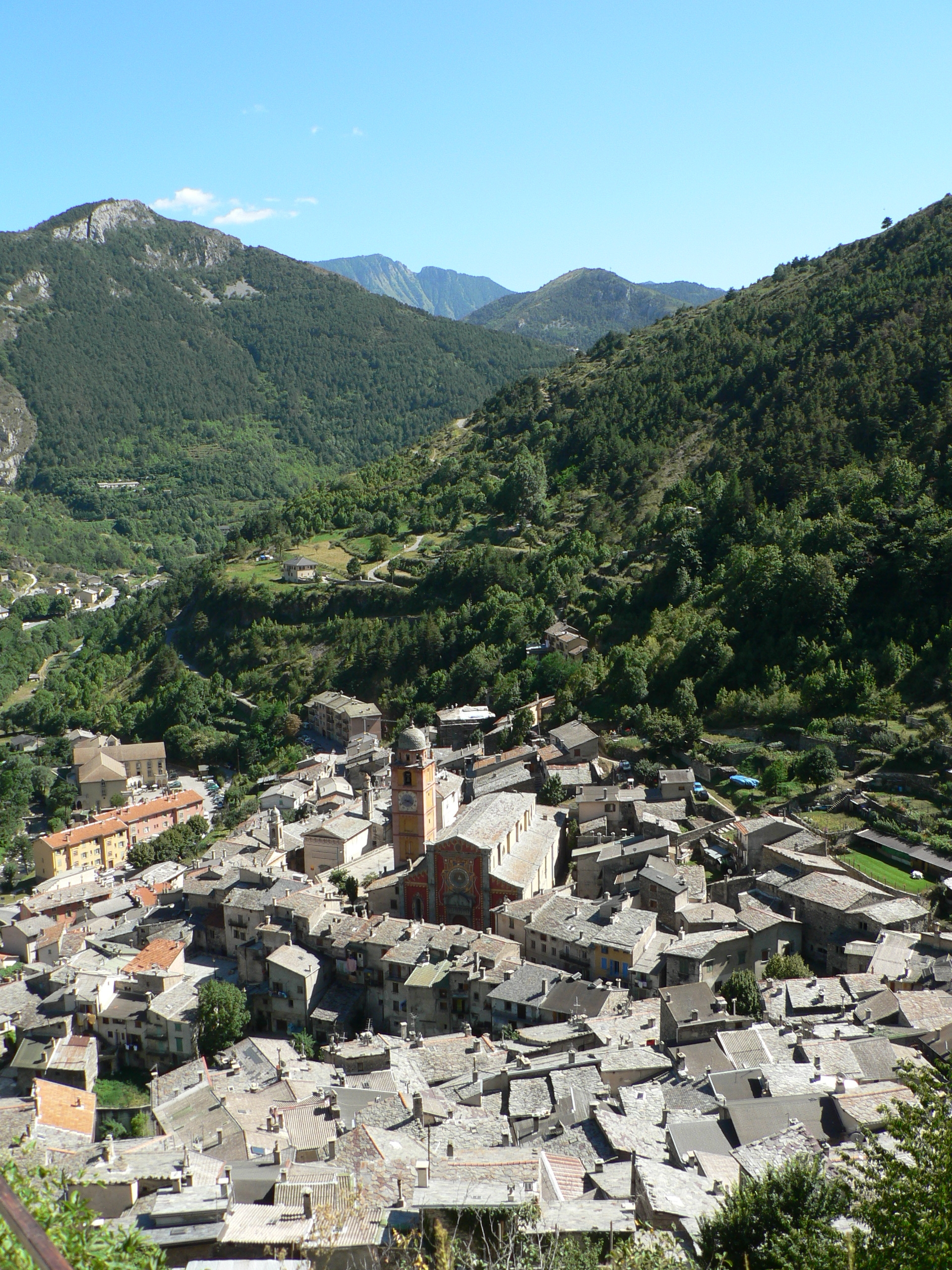
Tende

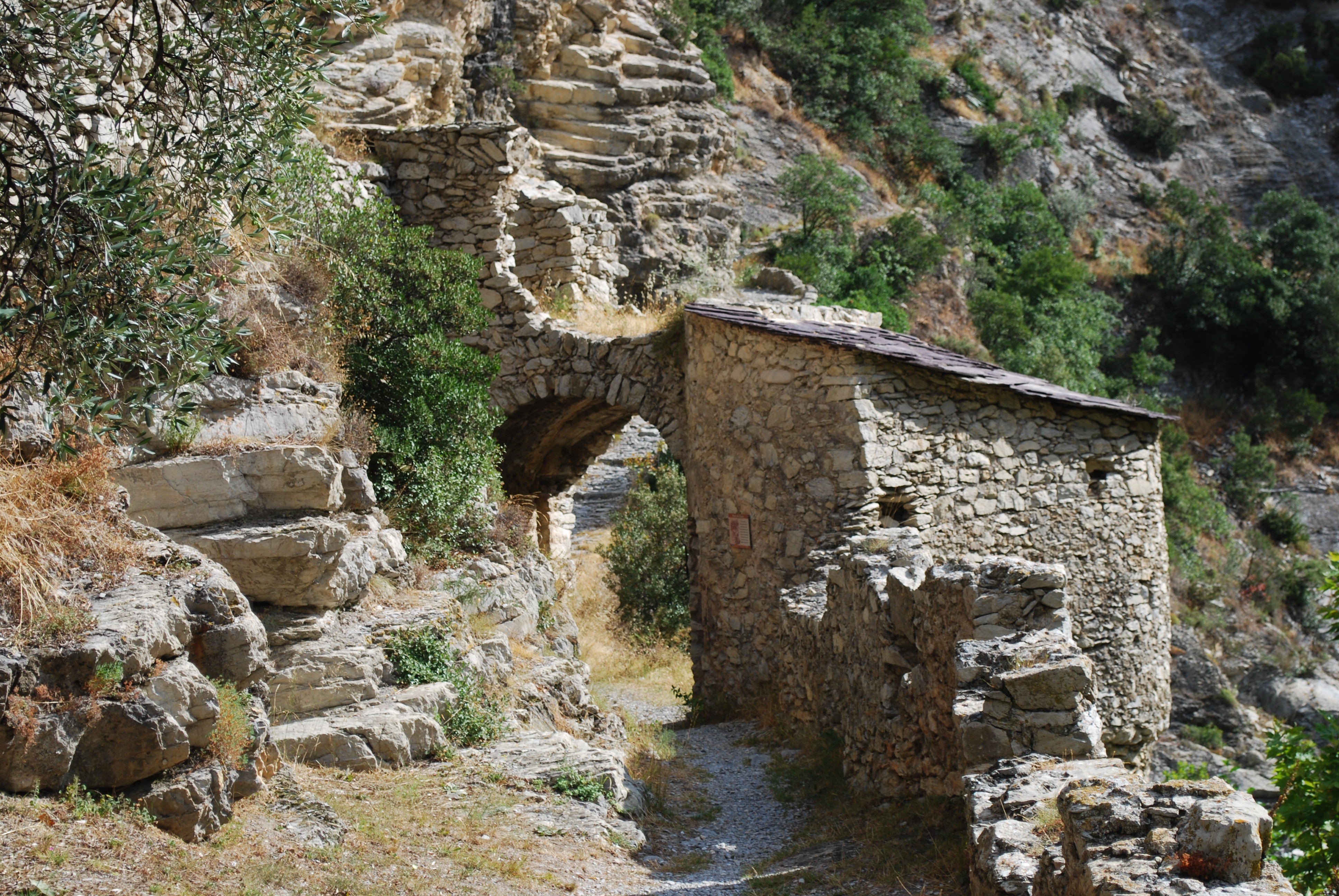
Breil-sur-Roya, Port de Gênes

- Niedrigster Punkt: 290 m (Breil-sur-Roya)
- Höchster Punkt: 2045 m (Col des Champs)
- Markierung: weiß-rot

## Orte am GR 52A
- Col de Tende, 1871 m

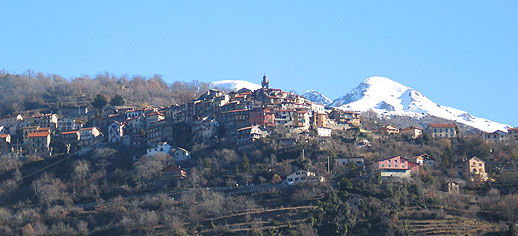
Belvédère im Vésubietal

- Tende, 820 m (Ausgangspunkt für Wanderungen zum Vallée des Merveilles („Tal der Wunder“) und Vallée de Fontanalbe. Beide Täler zusammen stellen die zweitgrößte Fundstelle prähistorischer Gravuren (Bronzezeit) im gesamten Alpenraum dar.)
- La Brigue, 770 m
- Saorge, 520 m
- Breil-sur-Roya, Knotenpunkt der Tendabahn und verschiedener Straßen, 290 m
- Sospel, 350 m, ab hier gemeinsamer Verlauf mit dem blauen Weg der Via Alpina
- Col de Turini, 1603 m
- Belvédère, 830 m
- Saint-Martin-Vésubie, 965 m
- Saint-Dalmas de Valdeblore, 1290 m
- Saint-Saveur-sur-Tinée, 496 m, bis hierhin gemeinsamer Verlauf mit dem blauen Weg der Via Alpina
- Beuil, 1450 m
- Valberg, 1669 m
- Chateauneuf d'Entraunes, 1293 m
- Entraunes, 1251 m
- Col des Champs, 2045 m
- Colmars-les-Alpes, 1269 m

## Markierung
Die Markierung aller großen Weitwanderwege (GR = Sentier de Grande Randonnée) in Frankreich erfolgt durch die zuständige Fédération française de la randonnée pédestre (FFRP) mittels eines weiß-roten Querbalkens.